# Valeri Brainin
Valeri Brainin (en ruso: Валерий Борисович Брайнин, también: Willi Brainin y Brainin-Passek, 27 de enero de 1948, Nizhni Tagil, URSS) es un musicólogo, compositor, pedagogo musical, gerente de música y poeta ruso-alemán. Nació en la familia de un emigrante político, poeta y traductor austriaco Boris Brainin (el seudónimo literario – Sepp Österreicher). Pertenece a la familia conocida vienesa Brainin.

Autor del "Método de desarrollo del intelecto musical y del oído musical", destinado en primer lugar para la enseñanza de los niños. Sofia Gubaidulina escribía sobre este método: 
"En esencia se trata de un tema cardinal del futuro musical. Encontrar un método que arroje resultados positivos en materia de educación de los niños puede ser la raíz del problema. Valeri Brainin consiguió encontrar un tratamiento muy exitoso hacia la psíquica infantil y un sistema concreto, con ayuda del cual se descubren y desarrollan las capacidades y talentos del individuo".
También pudo investigar en Microtonalismo.
Presidente de la Sociedad de Federación Rusa para Educación de Música - el representante de la Sociedad Internacional de la Educación Musical (ISME) en la Federación Rusa.
Director del laboratorio científico metodológico "Nuevas tecnologías de la educación y la pedagogía musical" de la Universidad Pedagógica Estatal de Moscú.
Creador y director artístico del Concurso internacional de interpretación "Classica Nova™" (música del siglo XX, Hanover, 1997, estuvo dedicada a la memoria de Dmitri Shostakóvich) que fue registrado por el Libro Guinness de récords mundiales como el concurso musical más grande del mundo.
Director artístico de la Escuela Musical "Brainin" de Hanóver, Backnang, Haltern am See, Bickenbach (Alemania) y de Moscú.
Аlumno de Arseny Tarkovsky (poeta ruso, el padre del director de cine Andréi Tarkovski). Publicaciones poéticas más importantes: 

## Obra

### En ruso
- revistas literarias "Druzhba narodov" (Moscú), "Novy mir" (Moscú) (ver.  Novy mir), "Ogoniok" (Moscú), "Grani" (Fráncfort del Meno), "Dvadtsat dva" (Jerusalén), "Arion" (Moscú), "Kreshchatik" (Kiev), "Znamya" (Moscú) (ver.  Znamya), antologías "Versos del Siglo" (Moscú, compilador Yevgeni Yevtushenko) y "Versos del Siglo-2" (Moscú).
- Брайнин-Пассек, В. К нежной варварской речи. Стихотворения. Составитель Михаил Безродный. Предисловие Юрия Арабова. — СПб.: Алетейя, 2009. — 94 c. — (Серия «Русское зарубежье. Коллекция поэзии и прозы»). ISBN 978-5-91419-277-5

### En inglés
- revista literaria "Partisan Review" (Boston) (ver. en: Partisan Review).

## Otras fuentes
- «Fr. Jesús Israel Poblador & Carlos Pachón Lozano. Metodología Brainin "Nuevas tecnologías de la educación y la pedagogía musical". Circular No. 002 de febrero de 2008. Colegio Santo Tomás de Aquino, Bogotá, Colombia».
- «Luz Helena Aristizabal Villegas. La perceptión musical en la educación musical no formal para niños (Desarrollo de la percepción musical consciente utilizando el Método Brainin). // El Artista, noviembre, número 004, 2007, Pamplona, Colombia, p. 83-101».
- «Paula Andrea Jaramillo Hernández. Aplicacón del Método Brainin en la enseñanza aprendizaje del piano. // El Artista, noviembre, número 004, 2007, Pamplona, Colombia, p. 67-82».
- «Método Brainin Desarrollo del razonamiento musical».
- «Historia del Método Brainin».
- «Who is Who in der Bundesrepublik Deutschland». (en alemán)
- Tichomirova E. Russische zeitgenössische Schriftsteller in Deutschland. Ein Nachschlagewerk. — München: Verlag Otto Sagner, 1998
- Огрызко В.В. Русские писатели. Современная эпоха. – М., Литературная Россия, 2004
- Чупринин С. Русская литература сегодня. Зарубежье. – М., Время, 2008, ISBN 978-5-9691-0292-7 («también en Internet».)
- https://web.archive.org/web/20120214102851/http://www.victorfridman.com/jazz.htm (en ruso)
- http://repis.livejournal.com/48676.html (en ruso)

- Datos: Q60441